# Midori no Hibi
Midori no Hibi (Japans: 美鳥の日々, Engels: Midori Days) is een Japanse manga van 85 hoofdstukken en een anime van 13 afleveringen. De serie gaat over een vechtersbaas op school die van de een op de andere dag op de plek waar zijn rechterhand zat nu een klein meisje heeft zitten. De reeks is van de hand van Kazurou Inoue.

## Inhoud
Seiji Sawamura is een vechtersbaas op school. Zijn cijfers zijn slecht, want hij vecht meer dan dat hij aandacht aan school besteedt. Een schoolgenoot is groot fan van hem, en een meisje (Midori Kasugano) van een andere school is verlegen en is al jaren verliefd op hem. Andere scholieren zijn bang voor hem en dat maakt het onmogelijk om een vriendin te vinden. Al twintig keer is hij afgewezen. Tot een ochtend waarin hij wakker wordt en ontdekt dat zijn rechterhand heeft plaatsgemaakt voor een kleinere versie van Midori Kasugano.
Gedurene twee maanden worden Seiji en Midori goed met elkaar bevriend. Seiji probeert Midori voor iedereen te verbergen, ze draagt verband om zich en hij doet alsof zijn hand geblesseerd is. Midori verklaart vooral haar liefde aan hem, maar Seiji wil hier niet aan toegeven, omdat hij vindt dat hij geen relatie kan hebben met zijn rechterhand.
Wanneer Midori Kasugano weer ontwaakt uit haar coma en zich niets meer van haar tijd met Seiji Sawamura herinnert, voelt ze een leegte (de liefde voor Seiji) maar door een klasgenoot wordt ze aangemoedigd om aan Seiji te vertellen wat ze daadwerkelijk voelt. Als hij haar vertelt dat hij dat al weet, is in de eindsong te zien dat ze samen uiteindelijk ook een relatie krijgen.

## Personages

### Hoofdpersonages
- Seiji Sawamura is een 17-jarige scholier waar bijna iedereen bang voor is door zijn vechtpartijen. Alhoewel hij vooral anderen beschermt met zijn Duivelse Rechterhand, moet hij daar toch een prijs voor betalen: hij heeft geen vriendin, endoordat iedereen bang voor hem is zijn de vrouwtjes dat natuurlijk ook. Als hij een miniatuur-Midori aan zijn hand heeft is hij eerst brutaal en vervelend tegen haar. Na verloop van tijd raakt hij meer aan haar gehecht. Aan het einde van de serie leest hij het dagboek van Midori en ziet hij in hoeveel ze om hem gaf. Hij gaat naar haar huis toe waar ze in haar echte lichaam zit. Ze verklaart de liefde aan hem, zonder dat ze zich herinnert wat er is gebeurd toen ze zijn rechterhand was. Seiji vertelt dat hij ook van haar houdt en sindsdien zijn ze een paar.

- Midori Kasugano is een 16-jarige scholier die Seiji's rechterhand wordt. Ze was drie jaar lang stil verliefd op hem. Midori's echte lichaam is in coma toestand en haar moeder probeert alles om haar uit coma te halen. Als ze ontdekt dat ze op de plaats van de rechterhand van Seiji zit verklaart ze hem haar liefde. Ze is heel verlegen, maar naarmate ze mensen leert kennen wordt ze opener. Wanneer ze weer wakker wordt in haar eigen lichaam, weet ze niets meer van de tijd met Seiji. Ze heeft een leeg gevoel dat ze niet kan omschrijven. Ze vindt Seiji na een zoektocht door de stad in het park bij de fontein, waar ze hem uiteindelijk haar gevoelens vertelt.

### Overige personages
- Takako Ayase is de klassenvoorzitster in Seiji's klas. In het begin vond ze hem maar niets, maar nadat hij haar heeft gered van een bende delinquenten begon ze toch gevoelens te krijgen voor hem. Al haar plannen om hem haar liefde kenbaar te maken vielen in het water door Seiji's onwetendheid of doordat Midori haar plannen saboteerde. Als Midori is ontwaakt en niet meer aan Seiji's arm zit, weet ze haar liefde aan Seiji te verklaren. Als Seiji haar vertelt dat hij eigenlijk geen gevoelens voor haar heeft, zegt Takako dat hij dan wel iets aan zijn mogelijke liefde moet doen, omdat hij deze dan ook kan verliezen.

- Rin Sawamura is de oudere zus van Seiji. Ze is het hoofd van een bende en haar hobby is haar broer in elkaar slaan en vernederen. Zij was degene die hem leerde vechten. Ze weet van het bestaan van miniatuur-Midori.

- Kōta Shingyōji is een schoolvriend van Midori. Hij is altijd verliefd geweest op haar, maar in de loop van de serie begint hij meer gevoelens te krijgen voor Seiji en dat maakt Midori extreem zenuwachtig. Als hij eenmaal te weten komt dat Midori Seiji's rechterhand is raakt hij bevriend met Seiji.

- Shūichi Takamizawa is een klasgenoot van Seiji. Hij heeft een miniatuur pop aan zijn rechterhand en is hier helemaal idolaat van. Nadat hij ontdekt dat Midori aan de hand van Seji zit raakt hij gefascineerd door Midori.

- Shiori Tsukishima  is het 10-jarige buurmeisje van Seiji. Ze is hopeloos verliefd op hem, maar hij neemt haar totaal niet serieus en behandelt haar als een kind. Ze heeft een moeizame relatie met haar stiefmoeder die naarmate de serie vordert verbetert.

- Haruka Kasugano is de moeder van Midori. Ze heeft veel verdriet vanwege de comateuze toestand van Midori en doet alles om haar daar uit te krijgen. Als de dokter vertelt dat Midori zelf niet wil ontwaken uit haar coma, blijft ze aan haar bed zitten wachten.